# Georg von Babich
Georg Freiherr von Babich, avstrijski general, * 30. april 1826, † 16. februar 1890.

## Pregled vojaške kariere
Napredovanja
- generalmajor: 1. maj 1883
- podmaršal: 1. november 1888 (retroaktivno z dnem 27. oktobrom 1888)